# Zweyer von Evenbach (Adelsgeschlecht)

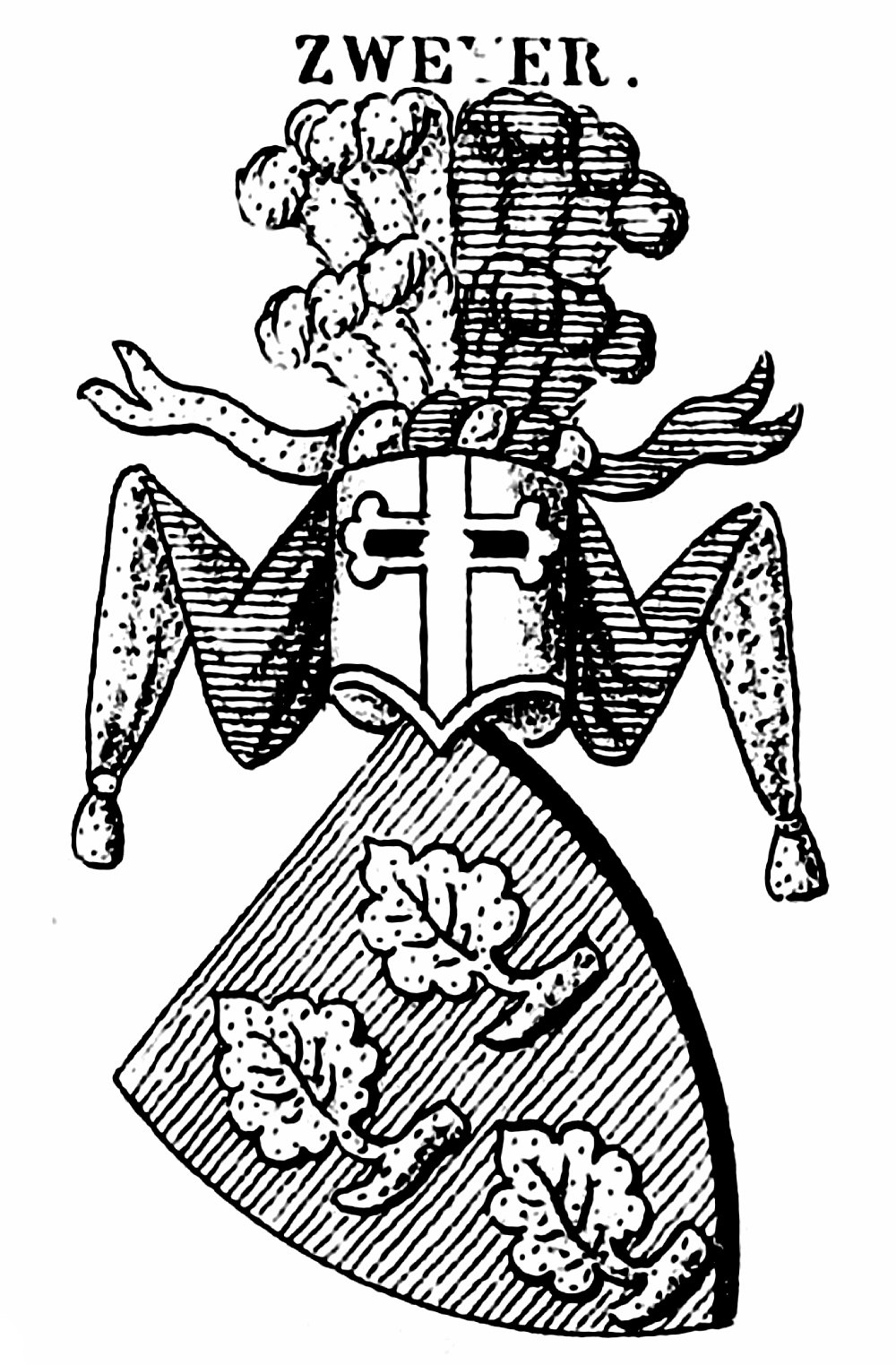
Stammwappen derer von Zweyer

Die Zweyer von Evenbach (auch: Zwyer von Evibach) waren ein aus dem innerschweizerischen Uri stammendes Geschlecht, das 1688 in den Freiherrenstand erhoben wurde und seit dem 14. Jahrhundert bis 1836 nachweisbar ist.

## Geschichte
Das Geschlecht stammt aus dem Weiler Öfibach in der Gemeinde Silenen im schweizerischen Kanton Uri. Es finden sich zahlreiche Schreibformen des Namens (Efibach, Evibach, Evenbach). Urkundlich erwähnt sind Familienmitglieder sicher zu Beginn des 14. Jahrhunderts. Im 16. Jahrhundert gehörte die Familie zur ländlichen Oberschicht von Altdorf im Kanton Uri.
Andreas Zwyer von Evibach (1552–1622) war Vogt des Hochstifts Konstanz in Kaiserstuhl am Hochrhein und in Klingnau. Dessen Sohn, Sebastian Peregrin Zwyer, war kaiserlicher Feldmarschall-Leutnant und gilt als einer der einflussreichsten Staatsmänner der Eidgenossenschaft im 17. Jahrhundert. Sein Sohn Franz Ernst (1621–1697) übernahm Schloss Hilfikon und die Herrschaft Hilfikon, die sein Vater und der Onkel 1644 erworben hatten. Mit Sebastian Peregrins Enkel, Franz Sebastian, starb 1724 der schweizerische Zweig der Familie Zwyer in der männlichen Linie aus.
Sebastian Peregrins Bruder, Johann Franz, hatte hohe Ämter im Fürstbistum Konstanz inne und wurde 1688 durch Kaiser Leopold I. in den Freiherrenstand erhoben. Seine Nachkommen dienten weiter dem Fürstbistum Konstanz. Mitglieder dieses Familienzweigs gehörten auch dem Domkapitel Augsburg an und waren im Deutschen Orden als Komture tätig. Durch die Belehnung mit dem Dorf Unteralpfen wurden die von Zweyer Mitglied der Breisgauer Ritterschaft und waren in den Breisgauer Landständen vertreten.
Die deutsche Linie der Zweyer starb 1836 mit dem königlich bayerischen Generalleutnant Franz Sigmund von Zweyer in der männlichen Linie aus.

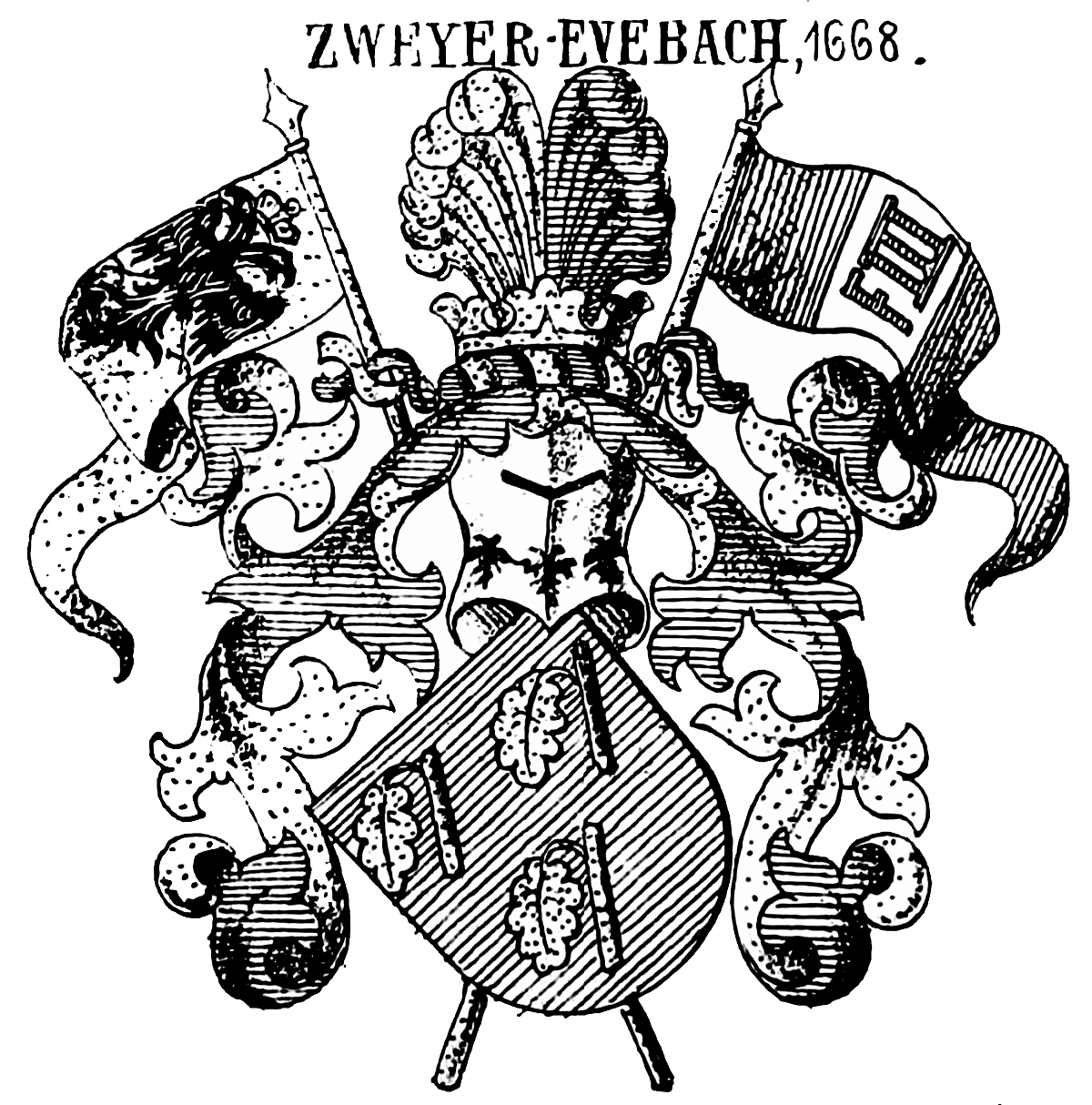
Wappen der Freiherren Zweyer von Evenbach von 1668

## Wappen
Blasonierungen:
- Das Stammwappen zeigt in Blau an drei liegenden goldenen Zweigen drei (2:1) aufgerichtete goldene Lindenblätter. Auf dem Helm mit blau–goldenen Helmdecken zwölf Straußenfedern, die sechs rechten gold, die sechs linken blau.[3]
- Das Wappen der Freiherrn Zweyer von Evebach von 1668 zeigt in Blau an schräglinks liegenden goldenen Stielen drei (2:1) goldene, rechtsgewendete Eichenblätter. Auf dem Helm mit blau–goldenen Decken und Wulst eine Krone, aus der ein Busch von zwölf (rechts sechs goldene, links sechs blaue) Straußenfedern wächst. Hinter dem Schild kreuzen sich zwei silberne Lanzen an goldenen Stielen, rechts mit goldener Fahne, darauf der schwarze kaiserliche Doppeladler, links mit rot–silbern–roter Fahne, das Zeichen F. III auf dem silbernen Teil.